# 1482
Il 1482 (MCDLXXXII in numeri romani) è un anno  del XV secolo.

## Eventi
- Maggio - Inizia la Guerra di Ferrara che coinvolge i principali ducati, le signorie e gli stati d'Italia.
- Il Portogallo conquista la città di Elmina, nell'odierno Ghana, e Luanda, nell'odierna Angola.
- Foglianise, prima edizione registrata della Festa del grano
- Giappone - Anarchia feudale: inizio del periodo Sengoku.

### Arte
- Viene dipinta intorno a questo anno la Primavera di Sandro Botticelli.

## Nati
- 18 giugno - Giorgio Martinuzzi, cardinale, arcivescovo cattolico e politico ungherese († 1551)
- 19 giugno - Luisa di Borbone-Montpensier, nobile francese († 1561)
- 29 giugno - Maria di Trastámara, regina († 1517)
- 7 luglio - Andrzej Krzycki, arcivescovo cattolico e teologo polacco († 1537)
- 13 luglio - Lorenzo di Filippo Strozzi, scrittore e politico italiano († 1549)
- 7 ottobre - Ernesto di Baden-Durlach, nobile tedesco († 1553)
- 18 ottobre - Filippo III di Hanau-Lichtenberg, tedesco († 1538)
- 30 novembre - Lorenzo Carnesecchi, condottiero italiano
- 9 dicembre - Federico II del Palatinato, nobile († 1556)
- Moussa Akari, patriarca cattolico libanese († 1567)
- Antón de Alaminos, navigatore spagnolo
- Beatrice Appiano, nobildonna italiana († 1525)
- Toribio de Benavente Motolinia, missionario e storico spagnolo († 1568)
- Jean Bertrand, cardinale francese († 1560)
- Ludovico Boccadiferro, filosofo italiano († 1545)
- Eufrasia Burlamacchi, religiosa e miniatrice italiana († 1548)
- Giulio Campagnola, pittore e incisore italiano
- Lodovico Capponi seniore, banchiere e politico italiano († 1534)
- Nicolao Civitali, scultore e architetto italiano
- Marco Corner, cardinale e patriarca cattolico italiano († 1524)
- Davide X di Cartalia, sovrano georgiano († 1526)
- Giovanni Ecolampadio, teologo e umanista svizzero († 1531)
- Barbara Gonzaga, nobile italiana († 1558)
- Meir Katzenellenbogen, rabbino tedesco († 1565)
- Stefano Lamberti, scultore e notaio italiano († 1538)
- Pietro Loredan, doge († 1570)
- Macario, arcivescovo ortodosso, scrittore e santo russo († 1563)
- Agostino Mainardi, teologo e pastore protestante italiano († 1563)
- Agostino Marti, pittore italiano
- Leon Pancaldo, navigatore italiano († 1540)
- Pedro de Córdoba, religioso e missionario spagnolo († 1521)
- Matthias Ringmann, cartografo e umanista tedesco († 1511)
- Bernardino Scardeone, religioso e letterato italiano († 1574)
- Bianca Giovanna Sforza, nobildonna italiana († 1496)
- Mariano Socini il giovane, giurista italiano († 1556)
- Agostino Spinola, cardinale e vescovo cattolico italiano († 1537)
- Georg Tannstetter, umanista, astrologo e astronomo tedesco († 1535)
- Paul de Thermes, generale francese († 1562)
- Francesco Torbido, pittore italiano († 1562)
- John de Vere, XV conte di Oxford, militare britannico († 1540)

## Morti
- 9 febbraio - Galeotto II del Carretto, marchese (n. 1452)
- 20 febbraio - Luca della Robbia, scultore, ceramista e orafo italiano (n. 1400)
- 27 marzo - Maria di Borgogna, duchessa (n. 1457)
- 28 marzo - Lucrezia Tornabuoni, poetessa italiana (n. 1427)
- 3 aprile - Massimo III di Costantinopoli, arcivescovo ortodosso greco
- 7 maggio - Diether von Isenburg, vescovo cattolico tedesco (n. 1412)
- 10 maggio - Paolo dal Pozzo Toscanelli, matematico, astronomo e cartografo italiano (n. 1397)
- 4 giugno - Pacifico da Cerano, teologo italiano
- 13 giugno - Basarab IV Țepeluș cel Tânăr, principe
- 1º luglio - Alfonso Carrillo de Acuña, arcivescovo cattolico e politico spagnolo (n. 1413)
- 7 luglio - Marino di Fregeno, teologo e vescovo cattolico italiano
- 25 luglio - Guglielmo di Brunswick-Lüneburg, duca
- 28 luglio - Diotisalvi Diotisalvi, politico italiano (n. 1403)
- 4 agosto - Antonio Loredan, nobile (n. 1420)
- 6 agosto - Giovanni II di Brosse, nobile francese
- 8 agosto - Francesco II del Balzo, nobile italiano (n. 1410)
- 8 agosto - Margaret Beauchamp di Bletso, nobile inglese
- 10 agosto - Amedeo da Silva, religioso portoghese
- 22 agosto - Matilde del Palatinato, nobile e mecenate tedesca (n. 1419)
- 25 agosto - Margherita d'Angiò, nobile (n. 1430)
- 25 agosto - Protasio di Boskovic e Černahora, umanista, diplomatico e vescovo cattolico ceco
- 25 agosto - Sagramoro Sagramori, vescovo cattolico e diplomatico italiano (n. 1424)
- 25 agosto - Amuratte Torelli, condottiero italiano
- 30 agosto - Luigi di Borbone, vescovo cattolico francese (n. 1438)
- 1º settembre - Pier Maria II de' Rossi, condottiero italiano (n. 1413)
- 10 settembre - Roberto Malatesta, condottiero italiano (n. 1440)
- 10 settembre - Federico da Montefeltro, condottiero e duca italiano (n. 1422)
- 17 settembre - Guglielmo III di Sassonia, principe tedesco (n. 1425)
- 21 settembre - Georg Hesler, cardinale tedesco (n. 1427)
- 22 settembre - Filiberto I di Savoia, duca (n. 1465)
- 24 settembre - Richard Puller de Hohenbourg, nobile e cavaliere svizzero (n. 1454)
- 26 settembre - Cristoforo Nicelli, giurista italiano (n. 1389)
- 25 ottobre - Pietro II di Lussemburgo-Saint-Pol, nobile francese (n. 1448)
- 18 novembre - Gedik Ahmet Pascià, politico e militare ottomano
- 1º dicembre - Antonio Bonfadini, francescano italiano
- Raimondo Epifanio, pittore italiano (n. 1440)
- Giovanni Garbagnate, italiano (n. 1426)
- Giacomo II di Gerusalemme, arcivescovo ortodosso bizantino
- Giovanni di Paolo, pittore italiano
- Hugo van der Goes, pittore fiammingo
- Danese Maineri, ingegnere militare italiano
- Cola Montano, umanista italiano
- Jacopo della Sassetta, nobile e condottiero italiano
- Jacopo Orsini, nobile italiano (n. 1424)
- Pietro da Bergamo, teologo italiano
- Simone da Lipnica, presbitero polacco
- Giovanni Solari, architetto e ingegnere italiano (n. 1400)
- Giovanna di Valois, principessa francese (n. 1435)
- Mathieu d'Escouchy, scrittore francese (n. 1420)
- Luigi di Savoia, conte di Ginevra, nobile italiano (n. 1436)

## Calendario
| Calendario 1482 | Calendario 1482 | Calendario 1482 | Calendario 1482 | Calendario 1482 | Calendario 1482 | Calendario 1482 | Calendario 1482 | Calendario 1482 | Calendario 1482 | Calendario 1482 | Calendario 1482 | Calendario 1482 | Calendario 1482 | Calendario 1482 | Calendario 1482 | Calendario 1482 | Calendario 1482 | Calendario 1482 | Calendario 1482 | Calendario 1482 | Calendario 1482 | Calendario 1482 | Calendario 1482 | Calendario 1482 | Calendario 1482 | Calendario 1482 | Calendario 1482 | Calendario 1482 | Calendario 1482 | Calendario 1482 | Calendario 1482 | Calendario 1482 |
| --------------- | --------------- | --------------- | --------------- | --------------- | --------------- | --------------- | --------------- | --------------- | --------------- | --------------- | --------------- | --------------- | --------------- | --------------- | --------------- | --------------- | --------------- | --------------- | --------------- | --------------- | --------------- | --------------- | --------------- | --------------- | --------------- | --------------- | --------------- | --------------- | --------------- | --------------- | --------------- | --------------- |
|                 | 1               | 2               | 3               | 4               | 5               | 6               | 7               | 8               | 9               | 10              | 11              | 12              | 13              | 14              | 15              | 16              | 17              | 18              | 19              | 20              | 21              | 22              | 23              | 24              | 25              | 26              | 27              | 28              | 29              | 30              | 31              |                 |
| Gennaio         | Ma              | Me              | Gi              | Ve              | Sa              | Do              | Lu              | Ma              | Me              | Gi              | Ve              | Sa              | Do              | Lu              | Ma              | Me              | Gi              | Ve              | Sa              | Do              | Lu              | Ma              | Me              | Gi              | Ve              | Sa              | Do              | Lu              | Ma              | Me              | Gi              |                 |
| Febbraio        | Ve              | Sa              | Do              | Lu              | Ma              | Me              | Gi              | Ve              | Sa              | Do              | Lu              | Ma              | Me              | Gi              | Ve              | Sa              | Do              | Lu              | Ma              | Me              | Gi              | Ve              | Sa              | Do              | Lu              | Ma              | Me              | Gi              |                 |                 |                 |                 |
| Marzo           | Ve              | Sa              | Do              | Lu              | Ma              | Me              | Gi              | Ve              | Sa              | Do              | Lu              | Ma              | Me              | Gi              | Ve              | Sa              | Do              | Lu              | Ma              | Me              | Gi              | Ve              | Sa              | Do              | Lu              | Ma              | Me              | Gi              | Ve              | Sa              | Do              |                 |
| Aprile          | Lu              | Ma              | Me              | Gi              | Ve              | Sa              | Do              | Lu              | Ma              | Me              | Gi              | Ve              | Sa              | Do              | Lu              | Ma              | Me              | Gi              | Ve              | Sa              | Do              | Lu              | Ma              | Me              | Gi              | Ve              | Sa              | Do              | Lu              | Ma              |                 |                 |
| Maggio          | Me              | Gi              | Ve              | Sa              | Do              | Lu              | Ma              | Me              | Gi              | Ve              | Sa              | Do              | Lu              | Ma              | Me              | Gi              | Ve              | Sa              | Do              | Lu              | Ma              | Me              | Gi              | Ve              | Sa              | Do              | Lu              | Ma              | Me              | Gi              | Ve              |                 |
| Giugno          | Sa              | Do              | Lu              | Ma              | Me              | Gi              | Ve              | Sa              | Do              | Lu              | Ma              | Me              | Gi              | Ve              | Sa              | Do              | Lu              | Ma              | Me              | Gi              | Ve              | Sa              | Do              | Lu              | Ma              | Me              | Gi              | Ve              | Sa              | Do              |                 |                 |
| Luglio          | Lu              | Ma              | Me              | Gi              | Ve              | Sa              | Do              | Lu              | Ma              | Me              | Gi              | Ve              | Sa              | Do              | Lu              | Ma              | Me              | Gi              | Ve              | Sa              | Do              | Lu              | Ma              | Me              | Gi              | Ve              | Sa              | Do              | Lu              | Ma              | Me              |                 |
| Agosto          | Gi              | Ve              | Sa              | Do              | Lu              | Ma              | Me              | Gi              | Ve              | Sa              | Do              | Lu              | Ma              | Me              | Gi              | Ve              | Sa              | Do              | Lu              | Ma              | Me              | Gi              | Ve              | Sa              | Do              | Lu              | Ma              | Me              | Gi              | Ve              | Sa              |                 |
| Settembre       | Do              | Lu              | Ma              | Me              | Gi              | Ve              | Sa              | Do              | Lu              | Ma              | Me              | Gi              | Ve              | Sa              | Do              | Lu              | Ma              | Me              | Gi              | Ve              | Sa              | Do              | Lu              | Ma              | Me              | Gi              | Ve              | Sa              | Do              | Lu              |                 |                 |
| Ottobre         | Ma              | Me              | Gi              | Ve              | Sa              | Do              | Lu              | Ma              | Me              | Gi              | Ve              | Sa              | Do              | Lu              | Ma              | Me              | Gi              | Ve              | Sa              | Do              | Lu              | Ma              | Me              | Gi              | Ve              | Sa              | Do              | Lu              | Ma              | Me              | Gi              |                 |
| Novembre        | Ve              | Sa              | Do              | Lu              | Ma              | Me              | Gi              | Ve              | Sa              | Do              | Lu              | Ma              | Me              | Gi              | Ve              | Sa              | Do              | Lu              | Ma              | Me              | Gi              | Ve              | Sa              | Do              | Lu              | Ma              | Me              | Gi              | Ve              | Sa              |                 |                 |
| Dicembre        | Do              | Lu              | Ma              | Me              | Gi              | Ve              | Sa              | Do              | Lu              | Ma              | Me              | Gi              | Ve              | Sa              | Do              | Lu              | Ma              | Me              | Gi              | Ve              | Sa              | Do              | Lu              | Ma              | Me              | Gi              | Ve              | Sa              | Do              | Lu              | Ma              |                 |

## Altro
- È l'anno in cui è ambientato il romanzo Notre-Dame de Paris di Victor Hugo